# Nazionale maschile under 16 di calcio della Norvegia
La Nazionale norvegese di calcio Under-16, i cui calciatori sono soprannominati U16-landslaget, è la rappresentativa calcistica Under-16 della Norvegia ed è posta sotto l'egida della Norges Fotballforbund. Nella gerarchia delle Nazionali calcistiche giovanili norvegesi è posta prima della Nazionale Under-15 e dopo la Nazionale Under-17.

## Ultima Convocazione
Statistiche aggiornate al 24 aprile 2022.
| 1  | P | Magnus Staer-Jensen             | 04 gennaio 2006   | 2 | - | Template:Calcio Grorud Idrettslag            |  |  |
| 12 | P | Leander Larona Gunneröd         | 20 agosto 2006    | 1 | - | Template:Calcio Stabæk Fotball               |  |  |
|    |   |                                 |                   |   |   |                                              |  |  |
| 3  | D | William Strand Kvale            | 26 agosto 2003    | 3 | - | Template:Calcio Sportsklubben Brann          |  |  |
| 4  | D | Elias Kringberg Haug            | 18 febbraio 2006  | 3 | - | Template:Calcio Sarpsborg 08 Fotballforening |  |  |
| 5  | D | Aleksander Hammer Kjelsen       | 03 gennaio 2006   | 3 | - | Template:Calcio Vålerenga Fotball            |  |  |
| 13 | D | Tobias Saliou Moi Séne          | 20 gennaio 2001   | 3 | 1 | Template:Calcio Viking Fotballklubb          |  |  |
| 16 | D | Andreas Wilhelmsen Fotland      | 26 febbraio 2006  | 1 | - | Template:Calcio Mjøndalen Idrettsforening    |  |  |
| 19 | D | Vemund Thue Gabrielsen          | 04 aprile 2006    | 1 | - | Template:Calcio Rosenborg Ballklub           |  |  |
|    |   |                                 |                   |   |   |                                              |  |  |
| 6  | C | Andreas Heredia-Randen          | 22 febbraio 2006  | 3 | 2 | Template:Calcio Asker Fotball                |  |  |
| 7  | C | Sverre Halseth Nypan            | 19 dicembre 2006  | 3 | - | Template:Calcio Rosenborg Ballklub           |  |  |
| 11 | C | Faniel Temesgen Tewelde         | 09 settembre 2006 | 3 | 1 | Template:Calcio Odds Ballklubb               |  |  |
| 14 | C | Daniel Lyngstad                 | 14 febbraio 2000  | 2 | - | Template:Calcio Ullensaker/Kisa Idrettslag   |  |  |
| 15 | C | Linus Leonard Thoresen Lundmark | 2 febbraio 2000   | 3 | - | Template:Calcio Sarpsborg 08 Fotballforening |  |  |
| 18 | C | Oliver Jordan Hagen             | 4 agosto 2002     | 1 | 0 | Template:Calcio Odds Ballklubb               |  |  |
|    |   |                                 |                   |   |   |                                              |  |  |
| 2  | A | Yabets Yaliso Yaya              | 6 febbraio 2000   | 2 | - | Template:Calcio Sportsklubben Brann          |  |  |
| 8  | A | Gustav Kjölstad Nyheim          | 13 febbraio 2006  | 3 | - | Template:Calcio Molde Fotballklubb           |  |  |
| 9  | A | Julian Bakkeli Gonstad          | 29 giugno 2006    | 3 | - | Template:Calcio Hamarkameratene              |  |  |
| 10 | A | Sindre Walle Egeli              | 21 giugno 2006    | 3 | 3 | Template:Calcio Sandefjord Fotball           |  |  |
| 17 | A | Max Herman Bjurström            | 26 gennaio 2006   | 3 | - | Template:Calcio Vålerenga Fotball            |  |  |
| 20 | A | Sander Evjen-Broström           | 21 maggio 2006    | 2 | - | Template:Calcio Rosenborg Ballklub           |  |  |